# Nouvelle cuisine

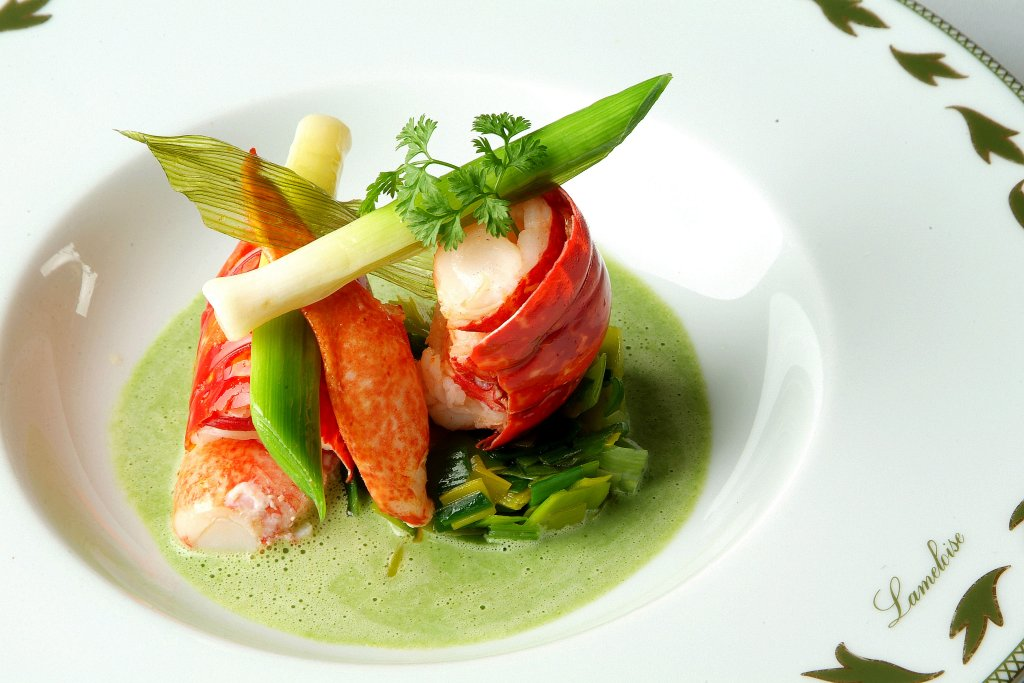
Példa a nouvelle cuisine-ra

A nouvelle cuisine egy francia gasztronómiai irányzat, amely több időszakban jelent meg. Neve franciául "új konyhát" jelent.

## Története
Az 1950-es évek vége felé fiatal szakácsok csoportja felismerte, hogy a modern életvitellel nem igazán összeegyeztethetőek a Cuisine Classique vagy az Haute Cuisine kínálta fogások, ételsorok és egyértelművé vált számukra, hogy csökkenteni kell a mennyiséget úgy, hogy a minőség megmaradjon. 
Az Henri Gault és Christian Millau francia gasztronómiai szerzőpáros nevéhez fűződik a Nouvelle cuisine megalapítása. Gault és Millau 1973-ban megjelent művükkel mintegy "félretolták" az Escoffier-féle szabályrendszert.

## Jellemzői
Az irányzat ételei könnyebbek, kevésbé főzöttek, illetve sütöttek, az alkotórészek frissebbek és ízesebbek, mint a klasszikus iskola étkei. A színek és a formák kiemelt hangsúlyt kaptak. Az adagok azonban jóval kisebbek, viszont egészségesebb és tálalásuk esztétikusabb. Maguk az ételek és ezek elkészítési módja ugyanakkor nem változott. Az ételek mennyisége csökkent, viszont az új ételkreációk lehetővé teszik, hogy a bárki végigehesse a teljes francia vacsorát.

## Paul Bocuse
Az 1926-os születésű Paul Bocuse a nouvelle cuisine egyik legnagyobb alakja. Bocuse  a tradicionális haute cuisine classique-kal szemben az alacsony kalóriatartalomra és a jó minőségű, friss alapanyagokra koncentrál.